# Uczelnie wychowania fizycznego w Polsce
Uczelnie wychowania fizycznego w Polsce – wykaz działających w Polsce uczelni wychowania fizycznego.

## Charakterystyka
Nadzór nad uczelniami wychowania fizycznego sprawuje minister właściwy do spraw szkolnictwa wyższego.
W Polsce istnieje 6 uczelni wychowania fizycznego, wszystkie są publiczne i posiadają rangę akademii. Ponadto Akademia Wychowania Fizycznego Józefa Piłsudskiego w Warszawie posiada Wydział Wychowania Fizycznego i Zdrowia w Białej Podlaskiej, zaś w strukturze Akademii Wychowania Fizycznego im. Eugeniusza Piaseckiego w Poznaniu funkcjonuje Zamiejscowy Wydział Kultury Fizycznej w Gorzowie Wielkopolskim. Kształcenie na kierunku wychowanie fizyczne oferują ponadto liczne uczelnie niepubliczne, wybrane uniwersytety publiczne oraz Politechnika Opolska.
Na sześciu uczelniach wychowania fizycznego kształciło się w roku akademickim 2000/2001 22,2 tys. studentów, w roku akademickim 2005/2006 – 28,2 tys. studentów, a w roku akademickim 2010/2011 – 27,6 tys. studentów. Według stanu w dniu 30 listopada 2015 studiowało na nich 24 727 osób, w tym 12 916 kobiet (52,23%).
Postulat utworzenia pierwszej w Polsce wyższej szkoły zawodowej, mającej kształcić nauczycieli wychowania fizycznego dla szkół i wojska, przedstawił w drugiej połowie lat 20. XX w. płk Władysław Osmolski. Jego koncepcji przychylny był Józef Piłsudski. W 1928, na Bielanach w Warszawie, rozpoczęto budowę Centralnego Instytutu Wychowania Fizycznego. Działalność dydaktyczną rozpoczął on 5 listopada 1929, natomiast inauguracja pierwszego roku akademickiego odbyła się 29 listopada tego samego roku. W kwietniu 1939 warszawska uczelnia, przekształcona w sierpniu 1938 w Akademię Wychowania Fizycznego Józefa Piłsudskiego, otrzymała prawo nadawania stopni magisterskich.

## Uczelnie wychowania fizycznego
Opracowano na podstawie danych Ministerstwa Nauki i Szkolnictwa Wyższego. Uszeregowano chronologicznie (wyróżniono datę powstania uczelni pod obecną nazwą). Liczba studentów według stanu w dniu 30 listopada 2015, w oparciu o dane Głównego Urzędu Statystycznego.
| Lp. | Nazwa                                                                       | Skrót        | Kampusy                                               | Grafika | Historia | Liczba studentów | Rektor (kadencja 2016–2020)                   |
| --- | --------------------------------------------------------------------------- | ------------ | ----------------------------------------------------- | ------- | --- | ---------------- | --------------------------------------------- |
| 1.  | Akademia Wychowania Fizycznego Józefa Piłsudskiego w Warszawie              | AWF Warszawa | Warszawa (kampus główny)                              |         | Powstała w 1938. Wcześniej funkcjonowała pod nazwą: Centralny Instytut Wychowania Fizycznego (1929–1938). W PRL nosiła imię gen. Karola Świerczewskiego.                                                                                              | 4872             | dr hab. Andrzej Mastalerz, prof. AWF Warszawa |
| 1.  | Akademia Wychowania Fizycznego Józefa Piłsudskiego w Warszawie              | AWF Warszawa | Biała Podlaska (kampus WWFiZ Biała Podlaska)          |         | Powstała w 1938. Wcześniej funkcjonowała pod nazwą: Centralny Instytut Wychowania Fizycznego (1929–1938). W PRL nosiła imię gen. Karola Świerczewskiego.                                                                                              | 4872             | dr hab. Andrzej Mastalerz, prof. AWF Warszawa |
| 2.  | Akademia Wychowania Fizycznego im. Bronisława Czecha w Krakowie             | AWF Kraków   | Kraków                                                |         | Powstała w 1972 w wyniku przekształcenia istniejącej w Krakowie od 1950 Wyższej Szkoły Wychowania Fizycznego. W 1977 otrzymała imię Bronisława Czecha.                                                                                                | 4258             | prof. dr hab. Aleksander Tyka                 |
| 3.  | Akademia Wychowania Fizycznego im. Polskich Olimpijczyków we Wrocławiu      | AWF Wrocław  | Wrocław                                               |         | Powstała w 1972 w wyniku przekształcenia istniejącej we Wrocławiu od 1950 Wyższej Szkoły Wychowania Fizycznego. | 4012             | dr hab. Andrzej Rokita, prof. AWF             |
| 4.  | Akademia Wychowania Fizycznego im. Eugeniusza Piaseckiego w Poznaniu        | AWF Poznań   | Poznań (kampus główny)                                |         | Powstała w 1972 w wyniku przekształcenia istniejącej w Poznaniu od 1950 Wyższej Szkoły Wychowania Fizycznego. W 1981 otrzymała imię Eugeniusza Piaseckiego.                                                                                           | 3806             | dr hab. Dariusz Wieliński, prof. AWF Poznań   |
| 4.  | Akademia Wychowania Fizycznego im. Eugeniusza Piaseckiego w Poznaniu        | AWF Poznań   | Gorzów Wielkopolski (kampus ZWKF Gorzów Wielkopolski) |         | Powstała w 1972 w wyniku przekształcenia istniejącej w Poznaniu od 1950 Wyższej Szkoły Wychowania Fizycznego. W 1981 otrzymała imię Eugeniusza Piaseckiego.                                                                                           | 3806             | dr hab. Dariusz Wieliński, prof. AWF Poznań   |
| 5.  | Akademia Wychowania Fizycznego im. Jerzego Kukuczki w Katowicach            | AWF Katowice | Katowice                                              |         | Powstała w 1979 w wyniku przekształcenia istniejącej w Katowicach od 1970 Wyższej Szkoły Wychowania Fizycznego. W 2008 otrzymała imię Jerzego Kukuczki.                                                                                               | 4702             | prof. dr hab. Adam Zając                      |
| 6.  | Akademia Wychowania Fizycznego i Sportu im. Jędrzeja Śniadeckiego w Gdańsku | AWFiS Gdańsk | Gdańsk                                                |         | Powstała w 2002. Wywodzi się z założonej w 1969 Wyższej Szkoły Wychowania Fizycznego w Gdańsku-Oliwie, która w 1973 otrzymała imię Jędrzeja Śniadeckiego. W 1981 przekształcona w Akademię Wychowania Fizycznego im. Jędrzeja Śniadeckiego w Gdańsku. | 3077             | dr hab. Waldemar Moska, prof. AWFiS           |